# Brommer op zee
Brommer op zee was een televisieprogramma van de VPRO dat door Ruth Joos en Wilfried de Jong werd gepresenteerd, als opvolger van het in december 2019 opgeheven Boeken. Het tweede seizoen startte op 11 september 2022. Op 18 december 2022 werd de laatste aflevering uitgezonden.
In het programma werd een schrijver geïnterviewd over zijn of haar nieuwe boek. De Jong sprak iedere week met een andere schrijver in het 'schrijfhok'. Hij schreef een boodschap aan de gast, die vervolgens - tijdens de uitzending - iets terugschreef.
Er hoorde ook een boekenclub bij het programma waar maandelijks bij een boek notities van de auteur werden gedeeld die lezers met andere lezers konden bespreken in een Facebookgroep.
De titel Brommer op zee verwijst naar het gelijknamige verhaal uit 1982 van Maarten Biesheuvel (1939-2020).